# Хайбах (Чечня)
Ха́йбах (чечен. Хьайбах) — воссоздаваемое село в Урус-Мартановском районе Чеченской Республики России.
Рядом находился ранее покинутый аул (село) Хайбахой в Галанчожском районе (планировавшийся к восстановлению, но так и не сформированный, несмотря на поправки в Конституцию Чеченской Республики), затем относился к Ачхой-Мартановскому району.

## Население
| Год  | Численность |
| ---- | ----------- |
| 1874 | 57          |
| 1883 | 152         |
| 1889 | 152         |
| 1899 | 147         |

Жители аула принадлежали тайпу Нашхой.

## История
С 1989 или 1990 года в советской прессе появились сообщения о том, что при выселении чеченцев в феврале 1944 года в ауле войсками НКВД было сожжено заживо и расстреляно мирное население — более 700 человек, которых было неудобно вывозить по узкой дороге.
Село Пешхой было ликвидировано в 1944 году во время выселения чеченцев. После восстановления Чечено-Ингушской АССР чеченцам было запрещено возвращаться в свои исконные районы: Галанчожский, Шатойский и Итум-Калинский.
В конце 2022 года в Урус-Мартановском районе Чеченской Республики было принято решение образовать новые (воссоздать) сёла, в том числе Хайбах — рядом с прежним селением Хайбах (Хайбохъ) или Нашхой (Хайбах).

## Памятники архитектуры
Жилая застройка аула Хайбахой — памятник архитектуры, включает боевую башню, жилые башни, мечеть. Боевая башня высотой 26,5 м частично разрушена ракетным обстрелом около 2007 года. Имеются два кладбища мусульманского периода, руины мечети, разрушенные сакли. На дверном проёме боевой башни имеется петроглиф в виде человеческой руки ладонью вниз.
В 1964 году тут были обнаружены жилая башня, а также замковый комплес из боейвой башни и пристроенной к ней жилой башни. Боевая башня имеет сводчато-купольное перекрытие первого этажа. В жилой башне сохранился опорный столб, на котором обнаружены петроглифы.
В двухстах метрах от Хайбаха был хутор Хижикха; там остались четыре жилых башни относительно хорошей сохранности.